# Peter W. Staub
Peter W. Staub (* 31. Oktober 1910 in Arbon als Peter Wilhelm Staub; † 25. Dezember 2000 in Kronbühl, Gemeinde Wittenbach SG) war ein Schweizer Schauspieler.

Peter W. Staub (stehend) mit Olga Gebhard (links), Ines Torelli und Jörg Schneider, ca. 1963

## Leben
Peter W. Staub erhielt seine Schauspielausbildung in Berlin. Anschliessend ging er auf Theatertournee. Aufgrund der Machtübernahme der Nazis in Deutschland kehrte er in die Schweiz zurück und spielte im Cabaret Cornichon, im Cabaret Resslirytti, im Bernhard-Theater und im Cabaret Fédéral. In den 50er Jahren kehrte er nach Deutschland zurück und spielte ab 1951 im Theater Die Kleine Freiheit in München.
Mit Hilfe von Otto Gebühr gab er 1929 seinen Filmeinstand in Zwischen vierzehn und siebzehn – Sexualnot der Jugend. Es folgten weitere kleinere Filmrollen in Deutschland. Zwischen 1940 und 1941 spielte er im Schweizer Dialektfilm. Mit dem Film Mein Traum wurde versucht, den Duftfilm einzuführen. Einen Auftritt hatte er 1951 auch im Lehrfilm Wahrheit oder Schwindel. Nach seiner Rückkehr nach Deutschland spielte er unzählige Rollen im österreichischen und bundesdeutschen Heimatfilm. Schweizer Filmauftritte wurden seltener. Seine Rolle im Film Der 42. Himmel spielte er sowohl in der Dialekt- wie auch in der deutschen Fassung.
Ab 1960 spielte Staub im Fernsehen. Er arbeitete auch fürs Schweizer Radio.

## Filmografie
- 1929: Zwischen vierzehn und siebzehn – Sexualnot der Jugend
- 1930: Gefahren der Brautzeit
- 1930: Der blaue Engel
- 1940: Mein Traum
- 1941: Gilberte de Courgenay
- 1941: Emil, me mues halt rede mitenand!
- 1941: Bider der Flieger
- 1952: Knall und Fall als Hochstapler
- 1952: Karneval in Weiß
- 1953: Maske in Blau
- 1953: Die geschiedene Frau
- 1954: Große Star-Parade
- 1954: Schützenliesel
- 1955: Ball im Savoy
- 1955: Drei Männer im Schnee
- 1955: Vatertag
- 1955: Wunschkonzert
- 1955: Du mein stilles Tal
- 1955: Der Frontgockel
- 1955: Parole Heimat
- 1955: Ja, ja, die Liebe in Tirol
- 1956: Die Rosel vom Schwarzwald
- 1956: Ein tolles Hotel
- 1956: Die schöne Meisterin
- 1957: Das einfache Mädchen
- 1957: Der Kaiser und das Wäschermädel
- 1959: Gangsterjagd in Lederhosen
- 1960: Wenn d'Fraue wähle
- 1960: Scheidungsgrund: Liebe
- 1961: Musik ist Trumpf
- 1961: Was macht Papa denn in Italien?
- 1961: Adieu, Lebewohl, Goodbye
- 1962: Alarm für Dora X
- 1962: Der 42. Himmel
- 1962: Schneewittchen und die sieben Gaukler
- 1964: Holiday in St. Tropez
- 1964: Die lustigen Weiber von Tirol
- 1964: Happy-End am Wörthersee (Happy-End am Attersee)
- 1964: Sicher ist sicher (TV)
- 1969: Heintje – Ein Herz geht auf Reisen
- 1972: Der Fall
- 1973: Alter Kahn und junge Liebe
- 1975: Das verrückteste Auto der Welt
- 1976: Die Teppichhändler (Fernsehserie Inspektion Lauenstadt)
- 1988: Klassezämekunft

## Hörspiele (Auswahl)
- 1984: Hartmut Lange: Die Unberührbare – Regie: Ferry Bauer (Original-Hörspiel – ORF Vorarlberg)